# O Cão dos Baskervilles

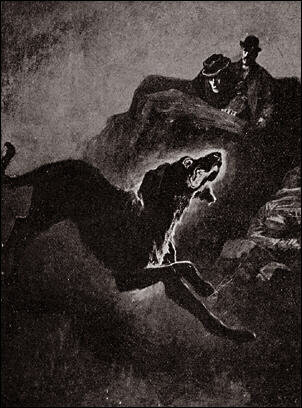
Ilustração original por Sidney Paget.

The Hound of the Baskervilles (em português, O Cão dos Baskervilles) é um romance policial escrito por Sir Arthur Conan Doyle, tendo como protagonistas Sherlock Holmes e Dr. Watson. Publicado em 1902, a história era originalmente dividida em partes, impressas pela revista Strand Magazine de agosto de 1901 a Abril de 1902.
Nesse caso, o detetive e seu fiel parceiro Watson investigam a morte do Sir Charles Baskerville, um milionário inglês achado morto em um pântano próximo de seu lar. Conta a lenda que Charles havia sido assassinado por um cão que assombrava a região, conhecido por matar gerações da família Baskerville. A causa mais provável pela morte de Charles, no entanto, seria um ataque cardíaco.
Após a morte do milionário, seu sobrinho assumiria a mansão da família. Sherlock Holmes foi chamado para investigar o caso e descobrir se o futuro proprietário da mansão teria o mesmo destino de seus antepassados. Sua missão será desvendar o mistério da lenda que assombra as gerações dos Baskervilles.

## Enredo
Há quinhentos anos, o Solar dos Baskerville abriga a família Baskervilles que é assombrada por um passado sombrio: Hugo Baskerville, notório escudeiro que havia sido o dono da mansão durante a guerra civil de meados do século XVII, teria sido morto por um suposto cão diabólico. A partir de então, surge a lenda em torno desse cão, que passa a assombrar a família, matando cada um dos membros que se arriscam a habitar o solar. A história teria sido confirmada após o falecimento de Sir Charles, que sofria do coração e teria morrido de susto ao ter sido abordado pelo lendário animal.
O Dr. Mortimer, antigo amigo de Charles, pede ajuda a Holmes para desvendar o mistério do cão dos Baskerville, mostrando-se preocupado com a vida do novo morador do solar, Sir Henry Baskerville, sobrinho e herdeiro de Sir Charles, provavelmente destinado a sofrer o mesmo fim de seu tio.
Tudo começa no pântano da mansão de Sir Charles BaskervIlle. Dr. Mortimer apresenta o caso a Sherlock Holmes, o detetive famoso londrino, que ficou intrigado. Holmes conhece o único herdeiro de Sir Charles e sua imensa fortuna. Ao sair do Canadá e chegar em Londres, Sir Henry percebe que há um bilhete, anônimo, em sua cama, alertando sobre o pântano da Mansão de Baskerville. Holmes deduz que Sir Henry estava sendo seguido pois ninguém mais saberia onde Sir Henry estaria hospedado.
Quando Henry e Dr. Mortimer foram embora da casa de Sherlock, ele e Watson seguem ambos e notam que também havia uma terceira pessoa, tentaram ir atrás deste porém não o alcançaram, porém souberam em que taxi ele estava e pediram ajuda para localizá-lo. No momento em que retorna para o hotel, Sir Henry teve uma bota roubada. Holmes começa a perceber que deve estar lidando com um cão real (pelo perfume da bota usada). Quando a conversa se volta para o homem do táxi, Mortimer diz que Barrymore, o servo de Baskerville Hall, tem uma barba e um telegrama, sendo enviado para verificar o seu paradeiro.
Decidiu-se que, com Holmes investigando em Londres outros casos, Watson acompanharia Sir Henry Baskerville e manteria Holmes informado em detalhes por telegrama. A visita de John Clayton, que estava dirigindo o táxi com o homem de barba negra, é de pouca ajuda. Ele diz que o homem havia se identificado como Holmes, para a surpresa e diversão do Holmes real.
Mortimer, Watson e Sir Henry partiram para a Mansão Baskerville no fim de semana seguinte. Os soldados vasculham a área, à procura de um assassino que escapou chamado Selden. Barrymore e sua esposa desejam sair da Mansão Baskerville assim que é conveniente, e o Salão é, em geral, um lugar sombrio. Watson tem problemas para dormir naquela noite, e ouve uma mulher chorando. Na manhã seguinte Barrymore nega que era sua esposa, que é uma das duas únicas mulheres da casa. Watson vê a Sra. Barrymore depois na parte da manhã, no entanto, e observa clara evidência de que ela estava de fato chorando.
Watson descobre que o telegrama não foi efetivamente entregue nas mãos de Barrymore, por isso não é mais certeza de que ele estava no salãi, e não em Londres. No caminho de volta, Watson conhece Jack Stapleton, um naturalista familiarizado com o pântano. Eles ouvem um gemido que os camponeses atribuem ao cão, mas Stapleton atribui ao clamor de um ouriço, ou possivelmente o borbulhar do pântano. Watson não está sozinho por muito tempo antes de Beryl Stapleton, irmã de Jack, se aproximar dele. Confundindo-o com Sir Henry, ela urgentemente avisa para deixar a área, mas deixa cair o assunto quando seu irmão retorna.
Sir Henry em breve encontra Sra. Stapleton e torna-se romanticamente interessado nela, apesar das intervenções do irmão. Watson encontra outro vizinho, o Sr. Frankland, um advogado de idosos. Barrymore atrai grande desconfiança, quando Watson e Sir Henry o veem tarde da noite a pé com uma vela em um quarto vazio, indo até a janela e, em seguida, sair. Percebendo que o quarto tem uma vista na charneca, Watson e Sir Henry se determinam a descobrir o que está acontecendo.
Enquanto isso, durante o dia, Sir Henry continua a perseguir Beryl Stapleton até que seu irmão encontra os dois. Mais tarde, ele explica ao barão desapontado que não era pessoal, ele estava com medo de perder o seu único companheiro. Para mostrar que não há ressentimentos, ele convida Sir Henry para jantar com ele e sua irmã na sexta-feira.
Sir Henry e Watson vão para encontrar o condenado, apesar do mau tempo e o som assustador do cão. Eles veem Selden, mas são incapazes de pegá-lo. Watson avista a sombra de um outro homem em pé, mas ele também se afasta. Barrymore ficou chateado quando ele descobre que eles tentaram capturar Selden, mas quando um acordo for alcançado para permitir que Selden pudesse fugir do pais, ele está disposto a retribuir o favor. 
Frankland acaba de ganhar dois casos judiciais e convida Watson para ajudá-lo a comemorar. Barrymore havia dito anteriormente a Watson que outro homem viveu na charneca além de Selden, e Frankland involuntariamente confirma isso, quando ele mostra Watson através de seu telescópio a figura de um menino carregando alimentos. Watson sai de casa e encontra a habitação de pedra pré-histórica onde o homem desconhecido habitava,e ao entrar, vê uma mensagem informando sobre suas próprias atividades. O homem desconhecido prova ser Holmes. Ele manteve sua localização em segredo para que Watson não se sentisse tentado a sair e e fosse capaz de aparecer em cena de ação no momento crítico.Os relatórios de Watson tem sido de muita ajuda para ele, através dos quais Holmes descobriu que Stapleton é realmente casado com a mulher posando como Miss Stapleton. Ao terminarem a conversa, eles ouvem um grito medonho. Correm em direção ao som e encontram um corpo, confundindo-o com o de Sir Henry. Eles percebem que é realmente o fugitivo Selden, o irmão da Sra. Barrymore, vestido com roupas velhas do barão. Selden tinha caído sobre rochas altas e quebrou seu pescoço após cair, o que, aparentemente, o matou. Então Stapleton aparece e, enquanto ele se desculpa por sua presença, Holmes anuncia que vai voltar para Londres no dia seguinte, pois suas investigações não produziram nenhum resultado.
Holmes e Watson voltaram para Baskerville Hall. Durante o jantar, os olhares de detetive apontam para o retrato de Hugo Baskerville. Chamando Watson depois do jantar, ele cobre o cabelo para mostrar o rosto, revelando sua semelhança impressionante com Stapleton. Isto fornece o motivo do crime - com Sir Henry indo embora, Stapleton poderia reivindicar a fortuna Baskerville, sendo claramente um Baskerville. 
Sob a ameaça de o nevoeiro avançar,quando o barão deixa Baskerville Hall e sai do outro lado da charneca, Stapleton deixa o cão solto. Holmes e Watson conseguem derrubá-lo antes que possa ferir Sir Henry seriamente, e descobrem que sua aparência infernal foi adquirida por meio de fósforo. Eles acham a Sra.Stapleton amarrada e amordaçada em um quarto no andar de cima de Merripit House. Quando ela é liberada, ela diz-lhes do esconderijo de Stapleton, uma ilha no fundo do Grande Grimpen Mire. Eles procuram por ele no dia seguinte, sem sucesso, e ele é dado como morto, tendo perdido o equilíbrio e ser sugado para as profundezas sujas e sem fundo do pantano. Holmes e Watson só são capazes de encontrar e recuperar a bota de Sir Henry usado por Stapleton para dar cheiro do cão Sir Henry e encontrar os restos do cão do Dr. Mortimer na lama.
Algumas semanas mais tarde, Watson e Holmes são perguntados sobre o caso Baskerville. Holmes revela que, embora acredita-se que morreu solteiro, Rodger, irmão mais novo de Sir Charles Baskerville, havia se casado e tinha um filho, também chamado Rodger. Seu filho havia se casado com uma beleza local, Beryl Garcia. Depois do desvio de dinheiro público na Costa Rica, tomou o nome Vandeleur e fugiu para a Inglaterra com ela, onde ele usou o dinheiro para financiar uma escola em Yorkshire. Infelizmente para ele, o tutor que ele havia contratado morreu, e depois uma epidemia matou três estudantes da própria escola a qual faliu. Agora, usando o nome de Jack Stapleton, Baskerville / Vandeleur fugiu com sua esposa para Dartmoor. Ele, aparentemente, se mantinha com roubos, participando em quatro grandes roubos e tiroteios. Tendo aprendido a história do cão, ele,sendo o último na linhagem de herdeiros, resolveu matar os restantes Baskervilles para que ele pudesse receber a herança. Ele não tinha interesse na propriedade e simplesmente queria o dinheiro da herança. Ele comprou o cão e escondeu-se no lamaçal no local de uma mina de estanho local abandonada.
Stapleton seguido Sir Henry, em Londres, também roubou o seu novo arranque, mas depois ele retornou, já que não tinha sido usado e, portanto, não tinha cheiro de Sir Henry. Holmes especulou que o engraxate do hotel tinha sido subornado para roubar uma bota velha de Henry em seu lugar. O cão perseguiu Selden até sua morte, em uma queda, porque ele estava vestindo roupas velhas de Sir Henry e, assim, tinha seu cheiro nele. Na noite em que o cão atacou Sir Henry, a esposa de Stapleton havia se recusado a ter qualquer papel na trama de Stapleton, mas o seu revide a uma agressão de seu marido abusivo a levou a ser amarrada a um poste para impedi-la de avisá-lo.
O cão havia atacado Holmes e Watson, e então aparece Stapleton com uma arma apontada para Holmes, e contou toda a trama, que ele foi responsável pela morte de Sir Charles para assumir a imensa fortuna dos Baskerville, para o cão parecer um fantasma ele foi coberto com fósforo.

## Personagens
- Sherlock Holmes: Personagem principal, um detetive excepcional, disposto a resolver todo o mistério que tiver na sua frente.

- Doutor Watson: Médico que dedicou sua vida a ajudar Sherlock em seus mistérios.

- Doutor Mortimer: Grande médico, apresentou o caso a Sherlock, desconfiado aos detalhes da morte de Charles Baskerville

- Sir Henry Baskerville: Futuro herdeiro da mansão dos Baskerville, sobrinho de Sir Charles.

- Jack Stapleton: Um ex-professor. Externamente, um cavalheiro polido, ele interiormente possui um temperamento quente, que se revela em momentos-chave. Stapleton, na realidade, é um parente distante de Sir Henry e quem vai herdar a fortuna Baskerville , ele é  um criminoso calculista, manipulador e tem "fome de dinheiro" ,ele  faria de tudo para herdar este dinheiro.

- Miss Stapleton.

## Adaptações
Existem pelo menos vinte e quatro adaptações cinematográficas de O Cão dos Baskervilles. Algumas se mantêm bastante próximas do texto original enquanto outras possuem diferenças notáveis na trama. Entre elas algumas paródias.
| Ano  | Título | País                | Diretor                      | Holmes               | Watson           |
| ---- | --- | ------------------- | ---------------------------- | -------------------- | ---------------- |
| 1914 | Der Hund von Baskerville, 1. Teil                                                                           | Império Alemão      | Rudolf Meinert               | Alwin Neuß           | Não há           |
| 1914 | Der Hund von Baskerville, 2. Teil — Das einsame Haus                                                        | Império Alemão      | Rudolf Meinert               | Alwin Neuß           | Não há           |
| 1914 | Der Hund von Baskerville, 3. Teil — Das unheimliche Zimmer                                                  | Império Alemão      | Richard Oswald               | Alwin Neuß           | Não há           |
| 1915 | Der Hund von Baskerville, 4. Teil                                                                           | Império Alemão      | Richard Oswald               | Alwin Neuß           | Não há           |
| 1920 | Das dunkle Schloß                                                                                           | República de Weimar | Willy Zeyn                   | Eugen Burg           | Não há           |
| 1920 | Das Haus ohne Fenster                                                                                       | República de Weimar | Willy Zeyn                   | Erich Kaiser-Titz    | Não há           |
| 1920 | Dr. MacDonalds Sanatorium                                                                                   | República de Weimar | Willy Zeyn                   | Erich Kaiser-Titz    | Não há           |
| 1921 | The Hound of the Baskervilles                                                                               | Reino Unido         | Maurice Elvey                | Eille Norwood        | Hubert Willis    |
| 1929 | Der Hund von Baskerville                                                                                    | República de Weimar | Richard Oswald               | Carlyle Blackwell    | George Seroff    |
| 1932 | The Hound of the Baskervilles (De acordo com o IMDB, a trilha sonora foi perdida, mas o filme ainda existe) | Reino Unido         | Gareth Gundrey               | Robert Rendel        | Frederick Lloyd  |
| 1936 | Der Hund von Baskerville                                                                                    | Alemanha Nazi       | Carl Lamac                   | Bruno Güttner        | Fritz Odemar     |
| 1939 | The Hound of the Baskervilles                                                                               | Estados Unidos      | Sidney Lanfield              | Basil Rathbone       | Nigel Bruce      |
| 1955 | Der Hund von Baskerville                                                                                    | Alemanha            | Fritz Umgelter               | Wolf Ackva           | Arnulf Schröder  |
| 1959 | The Hound of the Baskervilles                                                                               | Reino Unido         | Terence Fisher               | Peter Cushing        | André Morell     |
| 1962 | Bees Saal Baad (After 20 years)                                                                             | Índia               | Hemant Kumar                 | -                    | -                |
| 1968 | L'Ultimo dei Baskerville                                                                                    | Itália              | Guglielmo Morandi            | Nando Gazzolo        | Gianni Bonagura  |
| 1968 | The Hound of the Baskervilles Partes 1 e 2 (da série de TV de 1965 de Sherlock Holmes)                      | Reino Unido         | Graham Evans                 | Peter Cushing        | Nigel Stock      |
| 1972 | The Hound of the Baskervilles                                                                               | Estados Unidos      | Barry Crane                  | Stewart Granger      | Bernard Fox      |
| 1978 | The Hound of the Baskervilles                                                                               | Reino Unido         | Paul Morrissey               | Peter Cook           | Dudley Moore     |
| 1981 | The Hound of the Baskervilles (Собака Баскервилей)                                                          | União Soviética     | Igor Maslennikov             | Vasilij Livanov      | Vitali Solomin   |
| 1982 | The Hound of the Baskervilles                                                                               | Reino Unido         | Peter Duguid                 | Tom Baker            | Terence Rigby    |
| 1983 | The Hound of the Baskervilles                                                                               | Reino Unido         | Douglas Hickox               | Ian Richardson       | Donald Churchill |
| 1983 | Sherlock Holmes and the Baskerville Curse                                                                   | Austrália           | Ian McKenzie & Alex Nicholas | Peter O'Toole (voz)  | Earl Cross (voz) |
| 1988 | The Hound of the Baskervilles                                                                               | Reino Unido         | Brian Mills                  | Jeremy Brett         | Edward Hardwicke |
| 1998 | The Hound of the Baskervilles (BBC Radio Broadcasting)                                                      | Reino Unido         | Enyd Williams                | Clive Merrison       | Michael Williams |
| 2000 | The Hound of the Baskervilles                                                                               | Canadá              | Rodney Gibbons               | Matt Frewer          | Kenneth Welsh    |
| 2002 | The Hound of the Baskervilles                                                                               | Reino Unido         | David Attwood                | Richard Roxburgh     | Ian Hart         |
| 2012 | The Hounds of Baskerville, segundo episódio da segunda temporada de Sherlock (série)                        | Reino Unido         | Paul McGuigan                | Benedict Cumberbatch | Martin Freeman   |